# Босния

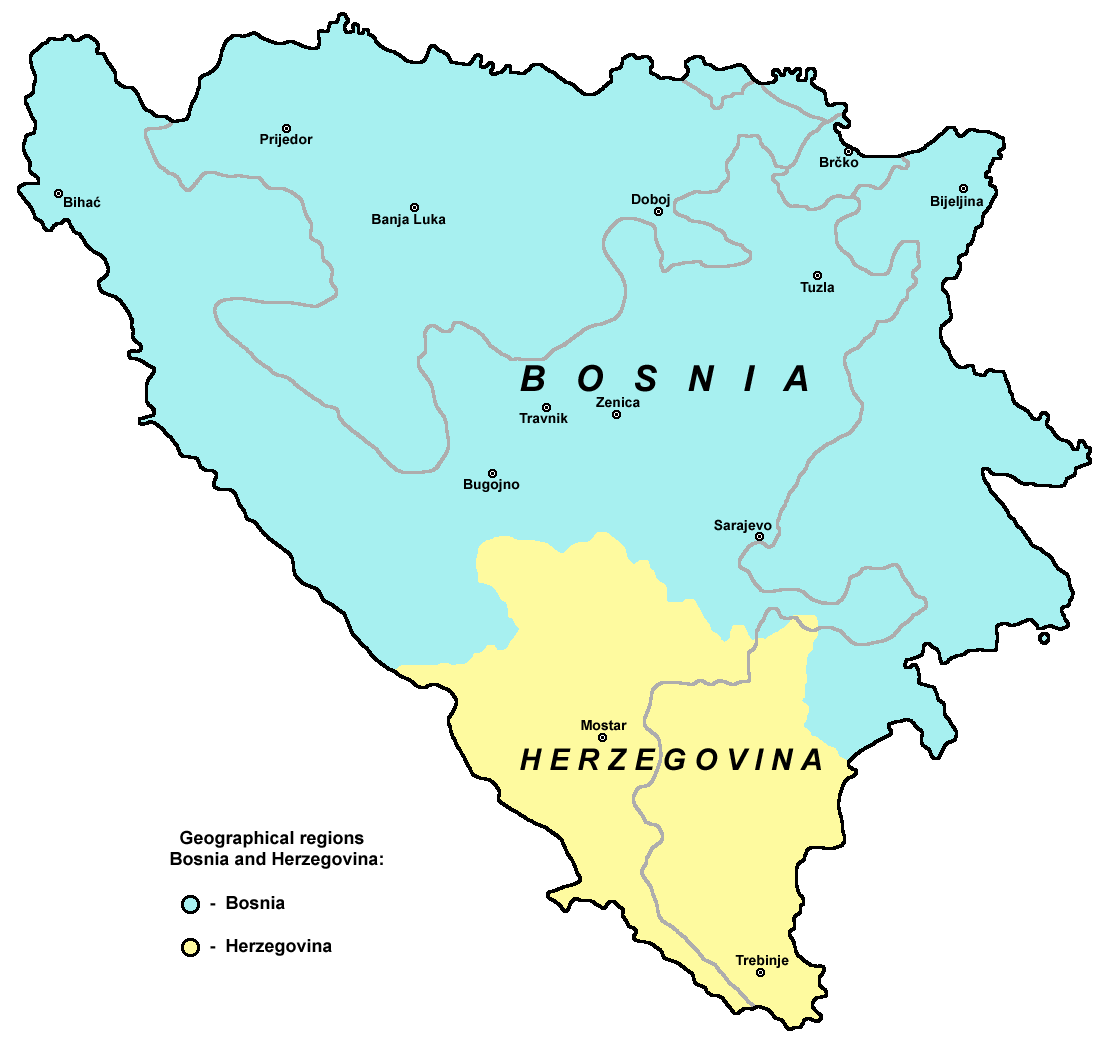
Области Босния и Герцеговина

Бо́сния (босн. Bosnа, серб. Босна, хорв. Bosna) — историческая область, составляющая бо́льшую часть современной Боснии и Герцеговины. Расположена на Динарском нагорье и отделена от Среднедунайской низменности реками Сава (на севере) и Дрина (на востоке).
Площадь Боснии составляет около 41 тысячи км², то есть около 80 % территории Боснии и Герцеговины. Остальные 20 % занимает лежащая к югу и выходящая на Адриатическое море Герцеговина. Граница между Боснией и Герцеговиной официально не установлена, но обычно проводится по Иван-Планине.
Обе области были тесно связаны со Средневековья, и часто название Босния употребляется для обозначения Боснии и Герцеговины вместе. Название Босния и Герцеговина появилось лишь в конце османского правления.

## История

Расширение Боснии в Средние века

Территория Боснии была населена сербскими племенами с VII века. Спустя некоторое время после переселения на Балканы сербы сформировали несколько крупных общин, которые затем стали государственными образованиями. Тогда Босния как историческая область находилась между реками Дрина и Босна. Впоследствии её части входили в различные сербские, хорватские и независимые боснийские государства. Первое такое боснийское государство, находившееся в вассальной зависимости от Византии, основал в 1180 году бан Кулин. Оно достигло своего расцвета при бане Твртко I во второй половине XIV века. К 1370 году он расширил территорию Боснии до современных Боснии и Герцеговины, заключил союз с Венгрией, бывшей в этот момент главной угрозой независимости Боснии, и с Дубровницкой республикой. С 1377 года, после захвата западных сербских (Подринье и Требине) земель, провозгласил себя также королём сербов, Боснии и побережья, а с 1390, после того, как он захватил Иллирию и острова Адриатического моря — королём Хорватии и Далмации. В это время Босния играла роль региональной сверхдержавы на Балканах, уступая по влиянию лишь Венгрии и Османской империи. Твртко удавалось успешно сдерживать нападения турок, но после его смерти в государстве начались усобицы, и к 1463 году Босния полностью потеряла независимость и вошла в состав Османской империи в качестве административной единицы (вилайят).
В 1878 году Боснию и Герцеговину оккупировала Австрия. В 1908 году область была формально аннексирована. Поводом к Первой мировой войне стало убийство эрцгерцога Франца-Фердинанда в столице Боснии Сараево. После Первой мировой войны и распада Австро-Венгерской империи Босния и Герцеговина вошли в состав Королевства Югославия.
Во время Второй мировой войны, с 1941 по 1945 год, Босния входила в состав фашистского Независимого государства Хорватия, при этом существенная часть её территории контролировалась подразделениями партизан и четников. После войны Босния и Герцеговина стали единой республикой в составе социалистической Югославии.
В 1992 году, во время распада Югославии, была провозглашена независимость Республики Босния и Герцеговина. Многие сербы и хорваты, проживавшие в Республике, не поддержали это решение, и на контролируемых ими территориях были провозглашены Республика Сербская и Хорватская республика Герцег-Босна. Последовавшая гражданская война, включавшая этнические чистки всеми сторонами конфликта, закончилась в 1995 году Дейтонским соглашением, по которому Босния и Герцеговина стала состоять из двух равноправных государственных образований: Федерации Боснии и Герцеговины и Республики Сербской.

## Региональная идентичность
В пределах Боснии и Герцеговины область Босния имеет традиционную региональную идентичность, отличную от региональной идентичности соседней Герцеговины. Боснийская региональная идентичность была засвидетельствована ещё в X веке, когда Константин VII Багрянородный называл Боснию особым регионом. Развитие региональной идентичности Боснии продолжалось в средние века, и это было также признано в XV веке османскими завоевателями, которые создали санджак Боснии в 1463 году, дав ему местное название, что не всегда имело место. К концу османского владычества (1878 г.) региональное самосознание стало отличительным признаком местной идентичности, которая выходила за рамки традиционных этнических и религиозных различий среди населения Боснии в целом, и такое же понятие регионального боснийского народа сохранялось на протяжении всего периода австро-венгерского (1878—1918) и югославского (1918—1992) правления.

## Города
Крупнейшими городами в Боснии являются
- Сараево — 400 000
- Баня-Лука — 200 000
- Зеница — 146 000
- Тузла — 132 000
- Травник — 70 000
- Бихач — 64 600
- Какань — 46 500
- Брчко — 38 000
- Биелина — 36 700
- Бугойно — 35 700